# Vivaldi (pomme de terre)

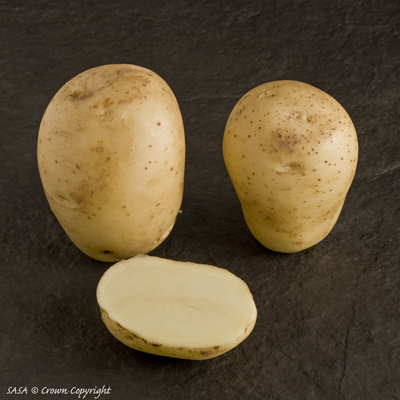
Pommes de terre de variété Vivaldi.

Pour les articles homonymes, voir Vivaldi (homonymie).
La 'Vivaldi'  est une variété cultivée de pomme de terre de consommation créée en 1998 par les sociétés néerlandaises De ZPC et G. Van Der Zee, par croisement des variétés « TS 77-148 » et « Monalisa ».

## Caractéristiques générales
C'est une plante au port semi-dressé, aux feuilles à quatre ou cinq paires de folioles primaires et aux fleurs blanches, qui ne produit généralement pas de baies.
Les tubercules ovales, de grande taille, aux yeux superficiels, ont une peau lisse de couleur jaune. La chair est jaune pâle.
C'est une variété précoce à mi-précoce, à rendement élevé, très résistante aux virus A et Y, ainsi qu'à la galle verruqueuse, mais moyennement sensible au mildiou (sur feuillage, mais plus résistante sur tubercules) ainsi qu'à la gale commune et à la gale poudreuse.

## Utilisation
Cette pomme de terre à faible teneur en matière sèche et à chair ferme, a une bonne tenue à la cuisson et se prête à tous types de préparations.

## Note, sources et références
1. ↑  (en) Variété 'Vivaldi' sur le site Potato Pedigree Database
2. ↑  (en) Fiche de la variété 'Vivaldi' sur la base de données The European Cultivated Potato Database